# 小行星9341
小行星9341（9341 Gracekelly）是一颗绕太阳运转的小行星，为主小行星带小行星。该小行星于1991年8月2日发现。

## 轨道参数
小行星9341的轨道半长轴为2.5533474 UA，离心率为0.088。